# 船橋市立夏見総合運動公園
船橋市運動公園（ふなばししうんどうこうえん）は、千葉県船橋市夏見台にある公立の運動公園である。

## 概要
本公園は、スポーツ施設が集約された総合運動公園で、船橋市のスポーツ大会や部活動等の練習、地域イベント、個人の健康促進のためのトレーニング等、盛んに利用され、多くの船橋・鎌ケ谷市民に親しまれている。また、野球場は、全国高校野球選手権大会千葉大会の会場としても使用されるが、船橋駅から距離があるため、不便なのが難点である。
周辺地区に住む住民の避難場所にも指定されており、ヘリコプターの着陸が可能であると共に農業用水として利用している地下水も豊富で、有事の際には利用することが可能である。
船橋がスポーツ健康都市宣言をした際につくられた「あせ一平君」が施設のイメージキャラクターとなっている。

## 沿革
- 1965年（昭和40年）11月 - 開設
- 2021年（令和3年）1月1日〜2026年（令和8年）3月31日（予定） - 本公園および法典公園における指定管理者が「ふなスポ活き生きパーク パートナーズグループ」[注 1]となる[1]。

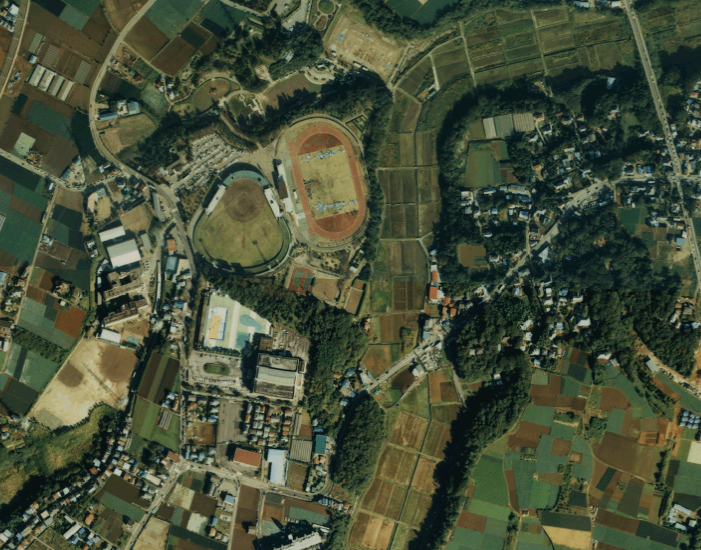
運動公園周辺(1989年撮影)

## 施設
- スポーツ施設
  - 付属公園（遊歩道・ジョギングコース）
  - サッカー場
  - 船橋市民球場
  - 陸上競技場
  - テニス場　
  - 弓道場　　
  - 野外プール（冬季はスケート場として利用）
  - 付属総合体育館（バスケットボール・バレーボールなどに使用される）
- その他
  - 第一駐車場
  - 第二駐車場
  - 食堂・売店等

## 周辺の施設
- 千葉県立船橋夏見特別支援学校
- 千葉県立船橋二和高等学校
- 金杉幼稚園

## 交通
東武アーバンパークライン（野田線）
- 馬込沢駅 徒歩で約25分、バスで約7分
- 塚田駅 徒歩で約25分

JR総武線
- 船橋駅 バスで約15分・徒歩で約30分

京成電鉄松戸線
- 鎌ヶ谷大仏駅 バスで約15分（二和道経由）
- 三咲駅 バスで約15分

北総鉄道北総線
- 小室駅 バスで約30分